# MAN SL192
MAN SL192 — высокопольный одиночный заднеприводный автобус, выпускаемый компанией MAN с 1969 по 1975 год. До 1972 года автобус назывался MAN 750 HO-SL. Вытеснен с конвейера моделью MAN SL200.

## История
Впервые автобус MAN 750 HO-SL был представлен в 1968 году. Однако серийно автобус производился с 1969 года.
В 1972 году автобус MAN 750 HO-SL был переименован в MAN SL192. 
Производство завершилось в 1975 году.

## Эксплуатация
В Канберре автобусы MAN SL192 эксплуатировались с 1970-х годов. В дополнение к ним в 1984 году было закуплено 5 автобусов Mercedes-Benz O305G.

## Галерея

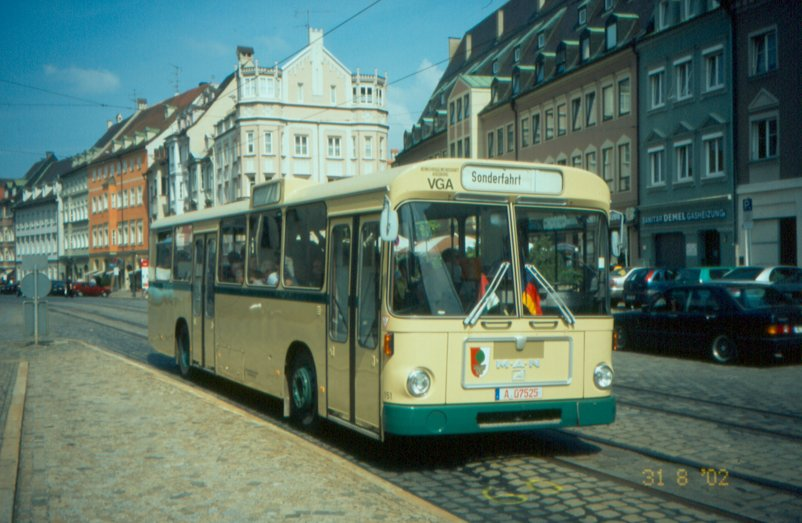
MAN SL192 в Аугсбурге
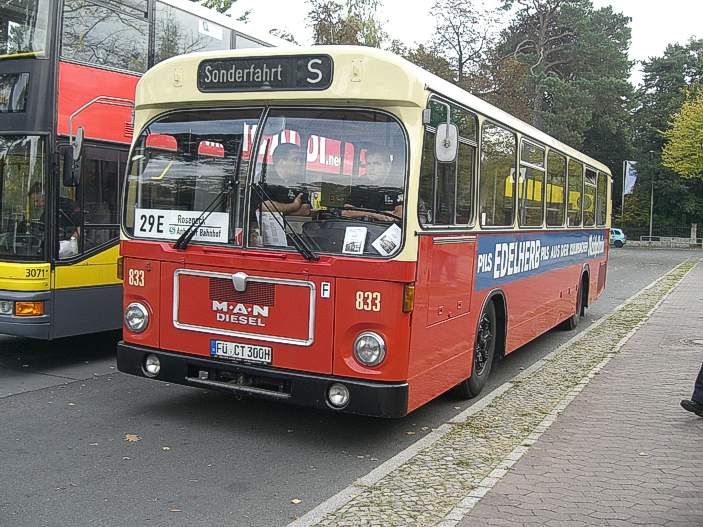
MAN SL192 в Фюрте

## MAN SG192
MAN SG192/SG220 — сочленённый автобус, выпускаемый с 1970 по 1980 год. До 1972 года автобус назывался MAN 890 SG. Вытеснен с конвейера моделью MAN SG240H.